# Espelho da Alquimia

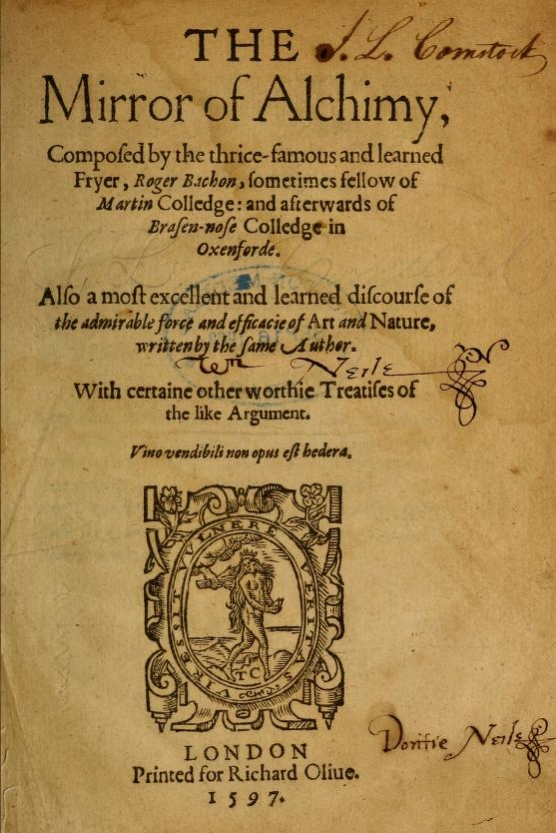
Página de título da edição de 1597

O Espelho da Alquimia (em latim, Speculum Alchemi) é um manual de alquimia. Por muito tempo atribuído à Roger Bacon (1214-1294), foi provavelmente escrito por um editor anônimo entre o século XIII e XV , tendo sido muito influenciado pelo tratado Secretum Secretorum. 

## Sobre a obra
A obra discorre sobre a preparação de um elixir, uma mistura que purificaria o corpo de suas impurezas ou corrupções, equilibrando seus humores, ou elementos, de forma que se alguém a consumisse viveria por um grande período de tempo. O autor partia da ideia de que se fosse possível, por meio da alquimia, transmutar metais inferiores em metais puros, como o ouro, o mesmo seria possível com o corpo. 
Dessa forma, segundo o texto, todos o metais têm sua origem em dois principais: o Mercúrio e o Enxofre. Esses minerais devem então ser manipulados com base na natureza, sujeitando-os ao calor, da mesma maneira como, para a obra, uma montanha molda os diferentes níveis de cada um desses minerais irradiando-os com calor de forma sempre constante. Sendo assim, quando essa emissão de calor é interrompida de algum jeito, o metal tem seu processo inacabado, sendo considerado então impuro. Assim, por exemplo, aconteceria com o ferro e outros tantos metais, enquanto o ouro seria o produto perfeito de um processo de "cozimento" completo